# Eduardo Quaresma
Eduardo Quaresma (Barreiro, 2 maart 2002) is een Portugees voetballer.

## Carrière
Quaresma is een jeugdproduct van Sporting Lissabon. In mei 2020 weigerde de club een bod van AC Milan van 5 miljoen euro en Diego Laxalt op hem. Ook onder andere Internazionale, Atlético Madrid en RB Leipzig toonden interesse, maar in juni 2020 tekende Quaresma bij tot 2025. In dit contract werd een afkoopsom van 45 miljoen euro opgenomen.
Op 4 juni 2020 maakte Quaresma zijn officiële debuut in het eerste elftal van Sporting Lissabon: in de competitiewedstrijd tegen Vitória SC (2-2) kreeg hij een basisplaats van trainer Rúben Amorim.

## Clubstatistieken
| Seizoen     | Club                | Competitie           | Competitie | Competitie | Competitie | Beker | Beker | Beker | Internationaal | Internationaal | Internationaal | Totaal | Totaal | Totaal |
| Seizoen     | Club                | Competitie           | Wed.       | Dlp.       | Ass.       | Wed.  | Dlp.  | Ass.  | Wed.           | Dlp.           | Ass.           | Wed.   | Dlp.   | Ass.   |
| ----------- | ------------------- | -------------------- | ---------- | ---------- | ---------- | ----- | ----- | ----- | -------------- | -------------- | -------------- | ------ | ------ | ------ |
| 2019/20     | Sporting CP         | Primeira Liga        | 9          | 0          | 0          | 0     | 0     | 0     | —              | —              | —              | 9      | 0      | 0      |
| 2020/21     | Sporting CP         | Primeira Liga        | 2          | 0          | 0          | 1     | 0     | 0     | 0              | 0              | 0              | 3      | 0      | 0      |
| Club totaal | Club totaal         | Club totaal          | 11         | 0          | 0          | 1     | 0     | 0     | 0              | 0              | 0              | 12     | 0      | 0      |
| 2021/22     | → Tondela           | Primeira Liga        | 25         | 2          | 1          | 5     | 0     | 0     | —              | —              | —              | 30     | 2      | 1      |
| Club totaal | Club totaal         | Club totaal          | 25         | 2          | 1          | 5     | 0     | 0     | 0              | 0              | 0              | 30     | 2      | 1      |
| 2022/23     | → TSG Hoffenheim II | Regionalliga Südwest | 4          | 0          | 1          | —     | —     | —     | —              | —              | —              | 4      | 0      | 1      |
| Club totaal | Club totaal         | Club totaal          | 4          | 0          | 1          | 0     | 0     | 0     | 0              | 0              | 0              | 4      | 0      | 1      |
| 2022/23     | → TSG Hoffenheim    | Bundesliga           | 4          | 0          | 0          | 0     | 0     | 0     | —              | —              | —              | 4      | 0      | 0      |
| Club totaal | Club totaal         | Club totaal          | 4          | 0          | 0          | 0     | 0     | 0     | 0              | 0              | 0              | 4      | 0      | 0      |
| TOTAAL      | TOTAAL              | TOTAAL               | 44         | 2          | 2          | 6     | 0     | 0     | 0              | 0              | 0              | 50     | 2      | 2      |

## Erelijst
| Kampioen Primeira Liga | 1x | 2020/21 |
| Taça da Liga           | 1x | 2020/21 |

## Familie
Quaresma is familie van de voormalige Braziliaanse voetballer Zico.
1 Israel ·
2 Reis ·
3 St. Juste ·
5 Morita ·
6 Debast ·
8 Gonçalves ·
9 Gyökeres ·
10 Edwards ·
11 Santos ·
13 Kovačević ·
17 Trincão ·
19 Harder ·
20 Araújo ·
21 Catamo ·
22 Fresneda ·
23 Bragança ·
25 Inácio ·
26 Diomande ·
41 Callai ·
42 Hjulmand  ·
47 Esgaio ·
57 Quenda ·
72 Quaresma ·
Coach: Amorim